# Slaget om Málaga
 Slaget om Málaga i begyndelsen af februar 1937 under den spanske borgerkrig, var afslutningen på en nationalistisk offensiv i området. Slaget endte med at nationalisterne erobrede byen og kystlinjen fra den Anden spanske republik.

## Baggrund
Den nationalistiske offensiv i området kom efter et mislykket forsøg på at belejre Madrid og efter den pågående republikanske modoffensiv på vejen mod La Coruña i nordvestlig retning for Madrid. I et forsøg på igen at overtage det militære initiativ, og sikre sine områder i syd, ønskede nationalisterne gennem denne offensiv at erobre den republikansk-kontrollerede landstriber langs kysten som også inkluderede Málaga.
Afgørende for de nationalistiske sejre var brugen af elitestyrker fra Nordafrika og frivillige italienske styrker, særlig brugen af de italienske kampvogne. På den side bestod byens forsvarere stort set af milits fra fagbevægelsen CNT, som var uforberedt på sådanne kamphandlinger og havde dårligere udstyr.
I tillæg lå tre nationalistiske krigsskibe i ud for Malaga og blokkerede havnen for forsvarerne og beskød byen. 
Da byen efter hårde kampe næsten var omringet den 6. februar, beordrede den republikanske oberst José Villalba Lacorte evakuering af byen, og to dage senere kunne nationalisterne erklære byen for helt under deres kontrol. De republikanere som nåede flygtede ud af byen, blev på kystvejen til Almería indhentet af nationalisterne der skød alle mænd der ikke nåede at flygte. Ca. 100.000 mennesker der flygtede ud af byen blev under Massakren ved Málaga beskudt af tyske og nationalistiske bombefly og krigsskibe, hvorved ca. 10.000 mennesker døde.
Nederlaget i Málaga førte til at den kommunistdominerede regering i Valencia gik af, og Francisco Largo Caballero kom tilbage som statsminister.
Benito Mussolini lagde propagandamæssig vægt på den italienske bidrag til sejren, og ønskede at indkassere sejren selv, uden at tage hensyn til skævheden i styrkerne, særlig kvaliteten på de nationalistiske styrker og deres udstyr og at angriberne blev hjulpet af godt vejr.
36°42′N 4°24′V / 36.7°N 4.4°V